# Megaselia tumidicosta
Megaselia tumidicosta är en tvåvingeart som beskrevs av Borgmeier 1962. Megaselia tumidicosta ingår i släktet Megaselia och familjen puckelflugor. Inga underarter finns listade i Catalogue of Life.